# 浜田儀一郎
浜田 儀一郎（濱田、はまだ ぎいちろう、1842年（天保13年2月） - 1914年（大正3年）5月16日）は、日本の政治家、衆議院議員（1期）。

## 経歴
淡路国三原郡(のち兵庫県三原郡松帆村→西淡町、現・南あわじ市)生まれ。漢学、数学、武術を修める。公立洲本中学校(現・兵庫県立洲本高等学校)学務委員、兵庫県会議員、同常置委員、同副議長となる。
1894年9月の第4回衆議院議員総選挙において兵庫10区から自由党所属で立候補して当選した。衆議院議員を1期務め、1898年3月の第5回衆議院議員総選挙では憲政党から立候補したが落選した。同年8月の第6回衆議院議員総選挙で再び立候補したが落選した。1914年に死去した。